# NGC 7010
NGC 7010 (również IC 5082 lub PGC 66039) – galaktyka eliptyczna (E), znajdująca się w gwiazdozbiorze Wodnika. Odkrył ją John Herschel 6 sierpnia 1823 roku.